# Mailikakahi
Mailikakahi (havajski: Maʻilikākahi; takođe Mailikukahi, Maʻilikukahi) (15.-16. vek, Kūkaniloko, Oahu, Havaji — Oahu, ?) bio je veliki poglavica havajskog ostrva Oahua (Oʻahu) na drevnim Havajima. Bio je potomak tahitskog čarobnjaka Mavekea, a osnovao je svoju dinastiju — Hale o Maʻilikākahi („kuća Mailikakahija”). Pomenut je u starim legendama.

## Biografija

### Detinjstvo i mladost
Mailikakahi je bio sin plemića Kukahiaililanija (lani = „nebo”) i njegove žene, čije je ime Kokalola, a koja je bila Kukahiaililanijeva supruga ili konkubina, te vrlo verovatno nije bila jedina žena svog partnera. Preko oca je Mailikakahi bio potomak „velike poglavarke” Maelo od Kone na Oahuu.
Mailikakahi je rođen na Oahuu, verovatno u 15. veku, premda postoji špekulacija da je to bilo na kraju 14. veka ili čak u 16. veku. Rođen je na mestu zvanom Kūkaniloko, koje se smatralo svetim.

### Vladavina
Plemić Mailikakahi je postao poglavica Oahua nakon šta je ubijen njegov prethodnik i rođak Haka od Oahua, koji je bio takođe potomak Mavekea.
Mailikakahi je imao mnogo rivala na ostrvu Hawaiʻi te je podelio zemlju na Oahuu na delove zvane ahupuaʻa.

### Brak
Mailikakahi je oženio nepoznatu ženu te je od nje dobio sina Kalonaikija (Kālonaiki), koji ga je nasledio nakon smrti te je bio drugi vladar Mailikakahijeve dinastije.

## Poveznice
- Maveke, predak sa Tahitija
- Haka od Oahua, rođak